# شهرستان هرکیمر (نیویورک)
شهرستان هرکیمر (به انگلیسی: Herkimer County) واقع در ایالت نیویورک است. جمعیت این شهرستان بر اساس سرشماری سال ۲۰۱۰ آمریکا ۶۴۵۱۹ نفر گزارش شده‌است. مرکز شهرستان هرکیمر شهر هرکیمر است.این شهرستان در سال ۱۷۹۱ بنیانگذاری شده و به افتخار جنرال نیکولاس هرکیمر که از شدت جراحت در طی جنگهای استقلال آمریکا در ۱۷۹۱ درگذشت، هرکیمر نام گرفته‌است.